# Distretto di Kemecse
Il distretto di Kemecse (in ungherese Kemecsei járás) è un distretto dell'Ungheria, situato nella provincia di Szabolcs-Szatmár-Bereg.